# Lin Chia-ying
Lin Chia-ying (chinesisch 林家瑩, Pinyin Lín Jiā-yíng; * 5. November 1982 in Taichung) ist eine taiwanische Kugelstoßerin.

## Sportliche Laufbahn
Erste internationale Erfahrungen sammelte Lin Chia-ying bei den Jugendweltmeisterschaften 1999 in Bydgoszcz, bei denen sie mit 12,41 m in der Qualifikation ausschied. Bei der Sommer-Universiade 2005 in Izmir belegte sie mit 14,94 m den neunten Platz. Es folgte ein achter Platz bei den Asienmeisterschaften in Incheon. 2006 gewann sie bei den Asienspielen in Doha mit 16,70 m die Bronzemedaille. 2007 gewann sie bei den Asienmeisterschaften in Amman ebenfalls die Bronzemedaille. Bei der Sommer-Universiade in Bangkok belegte sie den sechsten Platz und qualifizierte sich für die Weltmeisterschaften in Osaka, bei denen sie mit 16,41 m in der Qualifikation ausschied. 
2008 nahm sie an den Hallenweltmeisterschaften in Valencia und den Olympischen Spielen in Peking teil, erreichte aber beide Male nicht das Finale. 2009 belegte sie bei den Asienmeisterschaften in Guangzhou den vierten Platz und gewann bei den Asienhallenspielen in Hanoi die Bronzemedaille, wie auch bei den Ostasienspielen in Hongkong. 2010 belegte sie bei den Asienspielen in Guanzhou Rang vier und bei den Asienmeisterschaften 2011 in Kōbe Platz fünf. 2012 nahm sie erneut an den Olympischen Spielen in London teil, bei denen sie mit 17,43 m in der Qualifikation ausschied.
2013 belegte sie bei den Asienmeisterschaften in Pune Platz sechs und gewann bei den Ostasienspielen in Tianjin die Silbermedaille. 2014 gewann sie die Bronzemedaille bei den Hallenweltmeisterschaften in Hangzhou und schied bei den Hallenweltmeisterschaften in Sopot mit 16,31 m in der Qualifikation aus. Bei den Asienspielen in Incheon verbesserte sie ihren eigenen Landesrekord auf 17,48 m und belegte damit Platz vier. 2015 belegte sie bei den Asienmeisterschaften in Wuhan Platz vier, wie auch bei den Asienmeisterschaften 2017 in Bhubaneswar zwei Jahre später. 2018 nahm sie zum fünften Mal an den Asienspielen in Jakarta teil und belegte mit 16,30 m erneut den vierten Platz. Im Jahr darauf wurde sie bei den Asienmeisterschaften in Doha mit 15,32 m Sechste.
Von 2005 bis 2007 und 2018 wurde Lin taiwanesische Meisterin im Kugelstoßen. Sie ist Absolventin für Sportwissenschaften der National Taipei University of Education.

## Persönliche Bestleistungen
- Kugelstoßen: 17,48 m, 27. September 2014 in Incheon (Taiwanischer Rekord)
  - Kugelstoßen (Halle): 16,52 m, 15. Februar 2014 in Hangzhou (Taiwanischer Rekord)